# 須賀神社 (長浜市)
須賀神社（すがじんじゃ）は、滋賀県長浜市西浅井町に鎮座する神社である。

## 祭神
- 淳仁天皇
- 大山咋神 - 旧「小林神社」祭神
- 大山祇神 - 旧「赤崎神社」祭神

## 神紋
- 三ッ巴

## 歴史
伝承によれば、天平宝字3年（764年）、「保良宮」として創始されたと伝わる。同5年から6年にかけて淳仁天皇がこの地に隠棲したことをもって後、淳仁天皇を合祀した。
明治43年（1910年）、小林神社と赤崎神社を合祀し、社号を須賀神社と改称し現在に至る。
本社は清浄が保たれ、現在でも手水舎より先は裸足で参拝するしきたりとなっている。

## 行事
- 例祭
4月3日に行われる。
- 淳仁天皇祭
淳仁天皇の没後、50年ごとに奉仕されている。文久3年（1863年）には1000年祭、昭和38年（1963年）には1200年祭、平成25年（2013年）には1250年祭が斎行された。

## 境内社
- 神明社
- 豊受神社
- 白山神社
- 愛宕神社
- 天満宮

## 文化財

### 国宝

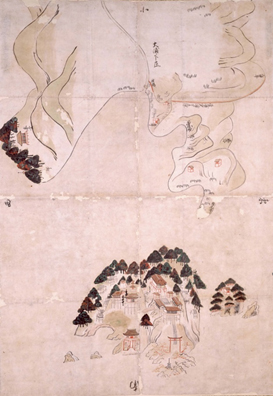
菅浦与大浦下庄堺絵図

- 菅浦文書（65冊）・菅浦与大浦下庄堺絵図（1幅） - 2018年度、国宝に指定[1][2]。滋賀大学経済学部附属史料館に寄託。